# Personal Effects
Pour plus de détails, voir Fiche technique et Distribution.
Personal Effects, ou Amour sous influence au Québec, est un film américain réalisé par David Hollander, sorti en 2009.

## Synopsis
Walter, un jeune lutteur de 24 ans, tente de décrocher une place dans l'équipe nationale lorsque Annie, sa sœur jumelle, est assassinée. Il quitte l'équipe pour soutenir sa mère, Gloria, et sa nièce. Alors qu'il accompagne sa mère en thérapie, il fait la connaissance de Linda, une veuve dont le mari alcoolique a été tué lors d'une querelle d'ivrognes avec un ami, et sympathise avec elle. Linda a un fils sourd-muet, Clay, que Walter initie à la lutte. Pendant les procès des assassins respectifs de leurs proches, Walter et Linda entament une liaison alors que Clay et Gloria nourrissent des rêves de vengeance.

## Fiche technique
- Titre original et français : Personal Effects
- Titre québécois : Amour sous influence
- Réalisation : David Hollander
- Scénario : David Hollander, d'après la nouvelle Mansion of the Hill de Rick Moody
- Photographie : Elliot Davis
- Montage : Lori Jane Coleman
- Musique : Jóhann Jóhannsson
- Sociétés de production : Insight Film Studios et TADORA Filmproduktion
- Pays d'origine :  États-Unis,  Canada
- Langue originale : anglais
- Format : couleur - 1,85:1 - Dolby Digital
- Genre : Drame
- Durée : 110 minutes
- Dates de sortie :
  -  États-Unis : 5 mars 2009 (sortie limitée)

## Distribution
- Michelle Pfeiffer (VF : Emmanuèle Bondeville ; VQ : Élise Bertrand) : Linda
- Ashton Kutcher (VF : Damien Boisseau ; VQ : Nicolas Charbonneaux-Collombet) : Walter
- Kathy Bates (VF : Denise Metmer ; VQ : Claudine Chatel) : Gloria
- Spencer Hudson : Clay
- John Mann (en) : Hank
- David Lewis (VQ : Jean-François Beaupré) : Brice
- Rob LaBelle (it) (VQ : François Sasseville) : Camden
- Aleks Paunovic (VF : Mathieu Buscatto ; VQ : Yves Soutière) : Tom
- Sarah Lind : Annie
- Jay Brazeau : Martin
- Brian Markinson (VQ : Jean-François Blanchard) : Finneran
- Sarah Strange : Janet
- Serge Houde (VQ : Marc Bellier) : le juge Wettick
- Jake LeDoux (en) (VQ : Hugolin Chevrette-Landesque) : Maloni

 Source et légende : version française (VF) sur RS Doublage
 Source et légende : version québécoise (VQ) sur Doublage.qc.ca

## Accueil
Le film n'a connu qu'une sortie limitée aux États-Unis, à Los Angeles et New York. Il est également sorti de façon limitée en Belgique, en Espagne, au Portugal et dans les pays baltes, et est sorti directement sur le marché vidéo dans le reste du monde.